# 爰邵
爰邵（?—?），字文伯，三国时代曹魏官员。

## 生平
爰邵从干吏起家，官至卫尉。邓艾率兵讨伐蜀汉，爰邵担任殄虏护军。邓艾梦见自己坐在山上而山上有流水，来问爰邵。爰邵回答：“按易卦，山上有水是蹇卦。蹇的卦辞是：‘蹇利西南，不利东北。’孔子说：‘蹇利西南，去西南有功劳；不利东北，其道路到尽头了穷也。’将军必能克蜀，但不能返回魏国！”邓艾怅然若失闷闷不乐。后来果如爰邵所断。
《華陽國志》記載平蜀後有一位東郡人袁邵成為了益州刺史，這人應該是爰邵。

## 家庭
爰邵有三子：
- 长子爰翰，官至河东郡太守。
  - 爰俞，爰翰子，字世都，以公孙龙的学说谈论微理。年轻时有才能之名，辟入太尉府，历任侍中、中书令、中书监。
- 中子爰敞，官至大司农。
- 少子爰倩，字君幼，宽厚有器度，勤在当时有奮之名，历任冀州刺史、太子右卫率。一作爰𩇕，和句安一起随钟会伐蜀[2]。